# دیوید سموئل مارگولیوث

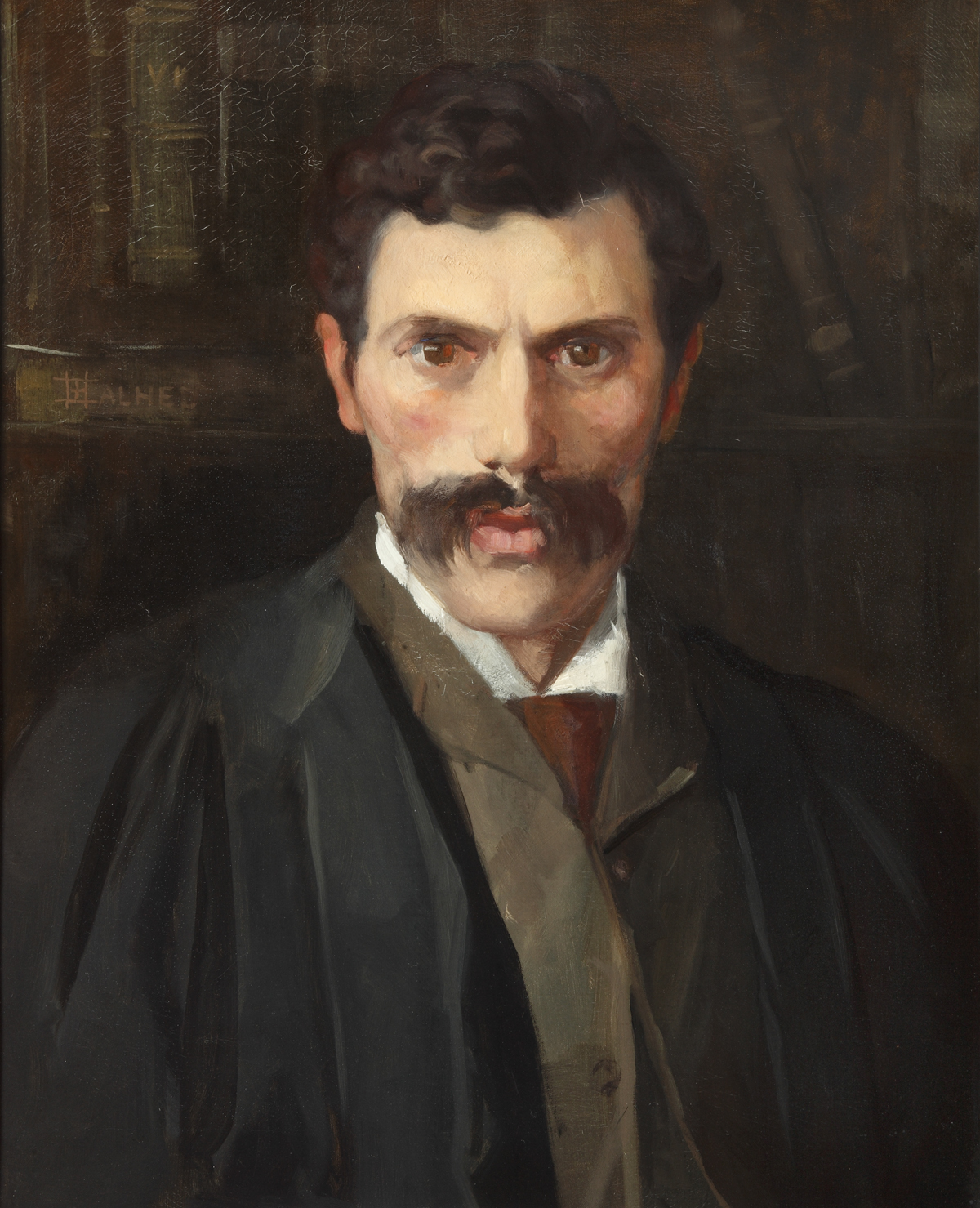
پرترهٔ نقاشی از چهرهٔ دیوید سموئل مارگلیوث

دیوید سموئل مارگلیوث (به انگلیسی: David Samuel Margoliouth) (زادهٔ ۱۷ اکتبر ۱۸۵۸، درگذشتهٔ ۲۳ مارس ۱۹۴۰، لندن) شرق‌شناس انگلیسی بود که مدت کوتاهی، کشیش کلیسای انگلیس نیز بود. او پروفسور عربی‌پژوهی کرسی لودین در دانشگاه آکسفورد، از ۱۸۸۹ تا ۱۹۳۷ بوده‌است.

## زندگانی
مارگلیوث در وینچستر تحصیل کرد، جایی که او در نیوکالج دانشگاه آکسفورد، فارغ‌التحصیل شد. او در آنجا زبان‌های عربی، فارسی، ترکی، ارمنی، سریانی و عبری آموخته بود. تز دانشگاهی او که در ۱۸۸۸ منتشر شد، "Analecta Orientalia ad Poeticam Aristoteleam" نام داشت. در ۱۸۸۹، او موفق شد تا کرسی عربی‌پژوهی لودین را تا ۱۹۳۷ بدست آورد. در ۱۹۳۷، او به دلیل بیماری، بازنشسته شد.
او به عنوان کاشف نامه‌های بازرگانی فارسی-یهودی (کشف شده در اویلیق دافان، شمال‌غرب چین) در ۱۹۰۱ شناخته شد. این متون، در ۷۱۸ پس از میلاد تخمین زده شده‌است (آغازین‌ترین نشانه از حضور یهودیان در چین است).
وی عضو شورای انجمن سلطنتی آسیایی از ۱۹۰۵ به بعد بود و از ۱۹۲۷ رئیس این انجمن گشت. یک مدال طلا (که هر سه سال یک بار داده می‌شود) به او اختصاص یافت و رئیس دانشگاه (president) از ۱۹۳۴ تا ۱۹۳۷ شد.

## آثار
- Mohammed and the Rise of Islam. 1905.
- Umayyads and 'Abbasids. 1907.
- The Early Development of Mohammedanism. 1914.
- Yaqut's dictionary of learned men. 7 vols. 1908-1927.
- The Kitab al-Ansab of al-Sam'ani. 1911.
- Mohammedanism. 1912.
- The Table-talk of a Mesopotamian judge. 2 vols. 1921-1922.
- The Eclipse of the Abbasid Caliphate. 1922.
- The Relations Between Arabs and Israelites Prior to the Rise of Islam. Schweich Lecture for ۱۹۲۱. ۱۹۲۴.
- Lectures on Arabic historians, delivered before the University of Calcutta, February 1929. Byzantine series, 38. New York City: Burt Franklin, 1930.

## یادمان
شاعر مشهور مصری، احمد شوقی، شعر مشهورش (رود نیل) را به مارگلیوث تقدیم کرد.